# Трипитака Кореана
Пхальман тэджангён («Корейская Триптака», англ. «Tripitaka Koreana») — корейский сборник буддийских текстов (Трипитака), нанесённых в середине XIII века на 81 340 деревянных табличек. Хранится в храме Хэинса в провинции Кёнсан-Намдо (Южная Корея).
В XI веке корпус буддийских текстов, ныне известный как Китайская Трипитака (собрание как махаянских сутр и шастр, так и принадлежащих к другим традициям, прежде всего Тхераваде, а также шастр, написанных в раннем средневековье китайскими буддистами) была издана в государстве Корё (Корея).
Один из древнейших и наиболее объёмных сводов буддийских канонов, записанных с помощью китайских иероглифов. Содержит 52 382 960 иероглифов и 6568 томов. Каждая деревянная табличка имеет 70 сантиметров в ширину и 24 сантиметра в длину, толщина варьируется от 2,6 до 4 сантиметров. Вес одной таблички — от трёх до четырёх килограммов.
Корейская Трипитака сегодня находится в списке национальных сокровищ Кореи под номером 32, а храм Хэинса был включён в список Всемирного наследия ЮНЕСКО под номером 737. Историческая ценность Трипитаки заключается в том, что она представляет собой самое полное в Корее собрание буддийских текстов.

## История
Создание Корейской Трипитаки началось в 1011 году, когда корейское государство Корё было в состоянии войны с киданьской империей Ляо. Завершилось её создание в 1087 году. Вырезание деревянных табличек рассматривалось как сакральное действие, призывающим помощь Будды в борьбе с киданями.
Первый набор табличек был утерян во время монгольских нашествий на Корею в 1232 году, когда столица Корё на три десятилетия была перенесена на остров Канхвадо, однако фрагменты первого издания сохранились до сих пор. Ван Коджон приказал восстановить Трипитаку. Создание нового свода заняло 16 лет — с 1236 по 1251 годы. Второе издание существует и по сей день. В 1398 году оно было перенесено в храм Хэинса, где хранится сейчас в четырёх отведённых для этого зданиях.

## Описание
Каждый блок сделан из березового дерева с южных островов Кореи, которое было предварительно обработано для защиты от старения. Каждая доска вымачивалась в морской воде в течение трёх лет, после чего разрезалась на отдельные таблички и вываривалась в солёной воде. Затем таблички помещались в тень так, чтобы их обдувал ветер — эта стадия длилась ещё три года, после чего таблички были готовы. После вырезания надписи каждый блок покрывался защитным лаком и заключался в металлическую рамку.
Каждая табличка содержит 23 столбца текста по 14 иероглифов в каждом столбце. Таким образом, на каждой табличке находится 644 иероглифа. Мастерство каллиграфии и единообразие исполнения текстов ранее наталкивали исследователей на мысль, что весь свод был сделан одним человеком, однако сейчас считается, что над Трипитакой работала команда из трёх десятков человек.